# Phaonia valida
Phaonia valida är en tvåvingeart som först beskrevs av Harris 1780.  Phaonia valida ingår i släktet Phaonia och familjen husflugor. Arten är reproducerande i Sverige. Inga underarter finns listade i Catalogue of Life.